# Johanna Wokalek
 (avril 2022).
Si vous disposez d'ouvrages ou d'articles de référence ou si vous connaissez des sites web de qualité traitant du thème abordé ici, merci de compléter l'article en donnant les références utiles à sa vérifiabilité et en les liant à la section « Notes et références ».
Johanna Wokalek, née le 3 mars 1975 à Fribourg-en-Brisgau est une actrice allemande.

## Biographie

### Débuts
C'est à l'école que Johanna Wokalek découvre son amour du théâtre. Après le bac, elle s'inscrit dans l'école de théâtre, Max-Reinhardt-Seminar à Vienne. Pendant ses études, elle joue le rôle d'Ilse dans le film Aimée et Jaguar aux côtés de Maria Schrader et Juliane Köhler.

### Au théâtre
En 1996 Johanna Wokalek fait ses débuts sur scène au Festival de Vienne sous la direction de Paulus Manker dans la pièce Alma - A Show Biz ans Ende de Joshua Sobol. Celle-ci a donné lieu en 1999 à une adaptation télévisée dont Johanna a également fait partie. Après ses études, elle a été engagée trois ans au théâtre de Bonn où elle a joué sous la direction de Valentin Jeker, notamment le rôle-titre de Rose Bernd de Gerhart Hauptmann. Pour son interprétation, elle a reçu en 1999 le prix Alfred Kerr qui récompense chaque année un espoir du théâtre germanophone. Elle a été ensuite engagée au Burgtheater de Vienne, où elle a joué les rôles titre des pièces de Kleist, La Petite Catherine de Heilbronn et de Lessing, Emilia Galotti.
L’été 2014, Johanna a joué le rôle de Charlotte Salomon dans la première mondiale de l’opéra du même nom de Marc-André Dalbavie au Festival de Salzbourg, sous la direction de Luc Bondy. 
En 2019, Johanna Wokalek était de retour au Burgtheater de Vienne pour Die Ratten, mise en scène par Andrea Breth. Depuis cette année, Johanna travaille régulièrement avec le Tanztheater Wuppertal Pina Bausch. Elle a pris part à l’adaptation de Macbeth "Er nimmt sie an die Hand und führt sie in das Schloß, die anderen folgen". 
En 2020, elle était au casting des Sept Péchés capitaux, Tanzabend von Pina Bausch.

### Au cinéma
En 2003, Johanna a joué le rôle de Lene dans le film de terroir allemand (Heimatfilm) Hierankl, pour lequel elle a remporté de nombreuses récompenses. En 2004, elle interprète le premier rôle féminin, Leila, dans le film Barfuss de Til Schweiger. En 2008,  Johanna incarne Gudrun Ensslin, terroriste de la RAF, dans La Bande à Baader, film de Bernd Eichinger. La même année, elle joue le rôle de la photojournaliste Luise Fellner dans le film Duel au sommet.
En 2009, elle incarne la papesse Jeanne, à la place de Franka Potente qui avait été  initialement pressentie pour le rôle, dans l'adaptation cinématographique de Sönke Wortmann à partir du roman historique éponyme.
Johanna Wokalek joue également dans Les Jours à venir de Lars Kraume (2010) et dans la comédie Anleitung zum Unglücklichsein de Sherry Hormann (2012). L’année 2017 la voit à la télévision dans le film en deux épisodes Landgericht de Matthias Glasner sur ZDF et au cinéma dans Freiheit de Jan Speckenbach, présenté au festival de Locarno. Landgericht a reçu le Prix Grimme en 2018.
En 2019 elle apparait en tant que Ditte Nansen dans Deutschstunde, le remake de Christian Schwochow tiré du roman éponyme de Siegfried Lenz. La même année, elle joue le rôle de Linda dans le film Suicide Tourist, du régisseur danois Jonas Alexander Arnby.

## Filmographie partielle

### Au cinéma
- 1999 : Aimée et Jaguar
- 2002 : Hierankl
- 2003 : Die Kirschenkönigin
- 2005 : Barfuss
- 2007 : Weiße Lilien (Silent Resident ; Yoon)
- 2008 : Duel au sommet
- 2008 : La Bande à Baader
- 2009 : La Papesse Jeanne (Die Päpstin)
- 2010 : Les Jours à venir (Die kommenden Tage)
- 2012 : Anleitung zum Unglücklichsein de Sherry Hormann : Tiffany Blechschmid
- 2017 : Freiheit
- 2018 : Wuff – Folge dem Hund
- 2019 : Deutschstunde (La Leçon d'allemand)
- 2019 : Suicide Tourist

Prochainement
- 2023 : Sisi & Ich

### À la télévision
- 1999 : Alma – A Show Biz ans Ende (téléfilm)
- 1998 : Der Laden (série TV)
- 2006 : Bella Block : Blackout (téléfilm)
- 2008 : Tatort : Der tote Chinese (série TV)
- 2019 : Tatort : Falscher Hase (série TV)
- 2002 : Das letzte Versteck (téléfilm)
- 2017 : Landgericht (téléfilm)

## Théâtre
- 1996 : Alma – A Show Biz ans Ende, mise en scène de Paulus Manker, festival de Vienne Wiener Festwochen
- 1997 : La Famille Schroffenstein, de Kleist, mise en scène de Dietrich Hilsdorf, théâtre de Bonn
- 1997 : L'Opéra de quat'sous de Bertolt Brecht, dans le rôle de Polly, mise en scène de Paulus Manker, Burgtheater de Vienne
- 1999 : Rose Bernd de Gerhart Hauptmann, mise en scène de Valentin Jeker, théâtre de Bonn
- 2000 : Hamlet de Shakespeare, mise en scène de Martin Kušej, Festival de Salzbourg/théâtre de Stuttgart
- 2000 : La Mouette d'Anton Tchekhov, mise en scène de Luc Bondy, Burgtheater de Vienne
- 2002 : Das Maß der Dinge, mise en scène d'Igor Bauersima, Festival de Salzbourg
- La Petite Catherine de Heilbronn de Kleist, mise en scène d'Andrea Breth, Burgtheater de Vienne
- 2003 : Emilia Galotti de Lessing, mise en scène d'Andrea Breth
- 2004 : La Chatte sur un toit brûlant de Tennessee Williams, mise en scène d'Andrea Breth, Burgtheater de Vienne
- 2005 : Don Carlos de Friedrich von Schiller, Burgtheater Wien, mise en scène d'Andrea Breth, Burgtheater de Vienne
- 2007 : Some Girl(s), mise en scène de Dieter Giesing, Akademietheater de Vienne
- 2008 : La Guerre des Roses, mise en scène de Stephan Kimmig, Burgtheater de Vienne
- 2010 : Das Begräbnis, mise en scène de Thomas Vinterberg, Burgtheater de Vienne
- 2011 : Zwischenfälle, mise en scène d'Andrea Breth, Akademietheater de Vienne
- 2011 : Platonov d'Anton Tchekov, mise en scène d'Alvis Hermanis, Akademietheater de Vienne
- 2013 : Tartuffe, mise en scène par Luc Bondy, Burgtheater de Vienne
- 2016 : Jeanne d’Arc au bûcher, Dresdner Philharmonie sous la direction de Bertrand de Billy
- 2019 : Die Ratten, mise en scène par Andrea Breth, Burgtheater de Vienne
- 2019 : Er nimmt sie an die Hand und führt sie in das Schloss, die anderen folgen, mise en scène par Pina Bausch, Tanztheater Wuppertal Pina Bausch
- 2020 : Les Sept Péchés capitaux, Tanzabend von Pina Bausch, mise en scène par Pina Bausch, Tanztheater Wuppertal Pina Bausch

## Livres audio
- 2006 : Johanna Wokalek lit Franziska Linkerhand,  Brigitte Reimann.
- 2008 : Gretel Adorno – Walter Benjamin : Correspondence.
- 2009 : Herzzeit: Briefwechsel. Ingeborg Bachmann – Paul Celan.
- 2009 : Die Päpstin: das Hörspiel zum Film.
- 2019 : Johanna Wokalek lit Laufen. Isabel Bogdan.
- 2020 : Nelly B.s. Herz. Aris Fioretos.